# Комин, Александр Николаевич
Алекса́ндр Никола́евич Ко́мин (15 июля 1953, Вятские Поляны, Кировская область, РСФСР, СССР — 16 июня 1999, Киров, Кировская область, Россия) — российский рабовладелец, серийный убийца и насильник. С 1995 по 1997 годы вместе с сообщником держал в подземном бункере, выкопанном под собственным гаражом, 5 женщин и 2 мужчин; 4 узника (2 женщины и 2 мужчины) были убиты. После суда покончил с собой в СИЗО.

## Жизнь до убийств
Александр Комин родился 15 июля 1953 года в городе Вятские Поляны Кировской области, где впоследствии и совершил все преступления. Его родители были рабочими. Окончил восьмилетнюю школу. В возрасте 18 лет был осуждён на 3 года лишения свободы за хулиганство. Отбывая наказание, Комин работал на швейной фабрике при колонии. Работа портного настолько ему понравилась, что, освободившись, он окончил техникум по этой специальности. Однако в небольшом городе реализовать призвание Комина было сложно, поэтому ему пришлось работать сторожем, электриком и разнорабочим.
Как впоследствии расскажет Комин, он, отбывая наказание за хулиганство, познакомился с одним заключённым, который был осуждён за то, что держал в подвале нескольких бомжей, заставляя их на себя работать. В тот момент, по своим словам, он впервые увидел человека, который пользовался неограниченной властью над другими, и захотел испытать то же самое.

## Убийства

### Строительство бункера
В советскую эпоху, учитывая опыт своего сокамерника, Комин рисковать не стал, однако распад СССР дал ему эту возможность.
Для начала Комину нужен был надёжный партнёр. Вскоре, работая в ночную смену, он предложил свой план 25-летнему Александру Михееву (напарнику по работе), и тот согласился. Поначалу Комин планировал лишь организовать в бункере парник с электроподогревом, в котором бы выращивались овощи. Впоследствии Комин и Михеев планировали продавать их в кафе; по их плану, внизу работали бы не они, а подневольные работники.
Комин имел в собственности гараж №198 в гаражном кооперативе «Идеал», хотя у него не было автомобиля. Вскоре Комина также осенила новая идея — создать собственное швейное производство. Почти 4 года компаньоны рыли под гаражом подземный бункер на глубине 9 метров, в котором устроили несколько комнат, провели электричество и вентиляцию, поставили лестницу под напряжением (380 вольт) во избежание побега узников и сделали лебёдку, выполнявшую роль лифта. К январю 1995 года бункер был готов.

### Первые жертвы
Вскоре начались поиски будущих рабов. Идеальным вариантом для них была одинокая молодая портниха. Некоторое время Комин с Михеевым ходили по городу, разыскивая потенциальных подневольных работников на рынке и вокзале, но безуспешно. 13 января 1995 года возле школы №3 по улице Гагарина Комин встретил 33-летнюю Веру Талпаеву, предложил ей встретить Старый Новый год в хорошей компании и привёл в гараж. Там Комин дал ей выпить водки с подмешанным в неё клофелином.
Талпаеву Комин насиловал, поскольку шить она не умела. Вскоре Комин выпытал у неё информацию о 35-летней портнихе Татьяне Мельниковой, которая должна была стать следующей узницей; её адрес Талпаева точно не сказала, а назвала лишь улицу — Пароходная. Отправившись на поиски, Комин неожиданно встретил на этой улице своего бывшего сокамерника — 44-летнего Николая Малых, который по совершенно невероятному стечению обстоятельств оказался сожителем Мельниковой. Предложив им обоим отпраздновать встречу, он вновь напоил их водкой с клофелином. Однако Комин понимал, что Малых, зная законы криминального мира, никогда не стал бы на него работать и сразу сообщил бы в милицию. Комин с Михеевым раздели его, вывезли из гаража и оставили в бессознательном состоянии в поле в 20-градусный мороз. Тело Николая Малых было обнаружено через две недели, его смерть не вызвала у милиции подозрений — основной версией стало то, что бывший уголовник выпил лишнего, заблудился, заснул и замёрз насмерть.

### Работа подземной фабрики и новые жертвы
Мельникова начала шить для Комина халаты и трусы, которые он сбывал на рынках и предприятиях. Параллельно продолжалось строительство бункера, где Талпаева была подсобным рабочим. Однако пользы от неё было немного, и поэтому Комин решил заполучить узника для земляных работ. 21 марта 1995 года у магазина на улице Урицкого Комин и Михеев встретили крепкого, но пьющего 37-летнего Евгения Шишова. Тот согласился на выпивку и вскоре тоже оказался в бункере, но пользы от Шишова на строительстве было немного; также Комин выяснил, что Шишов — электрик 4 разряда и он мог легко научить узников разбираться в электрических узлах бункера и отключить лестницу от тока. Для казни Шишова Комин изготовил электрический стул — обмотал ему ноги и руки оголёнными проводами, подключил к розетке и заставил Талпаеву и Мельникову нажать на два выключателя одновременно. Тело Шишова подняли на лебёдке наверх, отвезли в лес и бросили там.
Мельникова не могла удовлетворить запросы Комина, и он выпустил Талпаеву, чтобы та помогла ему найти новую узницу.
16 июля 1995 года Талпаева привела в гараж Комина 36-летнюю Татьяну Козикову, над которой через 5 дней должен был состояться суд за мелкое хищение. Мельникова обучила Козикову шитью.
Невольницы работали по 16 часов в сутки, норма — 32 халата за день. Вскоре Мельникова и Козикова решились на побег. Осуществление плана затруднялось тем, что гараж был открыт, а лестница была отключена от тока только тогда, когда Комин находился внутри. Улучив момент, женщины заперли его в одной из комнат, но убежать они не успели — Комин вырвался и подавил бунт, сильно избив Мельникову и Козикову, и затем предложил им выбор — либо он разрезает женщинам рты до ушей, либо делает им на лбах татуировки «РАБ»; те выбрали второе, что Комин и сделал. Также, когда Комин заходил в гараж, он подавал узницам сигнал лампочкой, и они должны были надеть на себя ошейники, а ключи от них кинуть на пол.
Тем временем Талпаева должна была искать новых узников, однако она неожиданно для Комина пропала. Решив, что она уехала из города, он сам продолжил поиски. Во время посещения вокзала он обратил внимание на 27-летнюю Татьяну (Оксану) Назимову, бомжа. Однако Назимова была тяжело больна психически и физически, поэтому в заточении подвергалась только регулярным изнасилованиям. Однако через год, когда Назимова внешне стала похожа на узника концлагеря, Комин убил её, оставив без еды на несколько дней и затем напоив тормозной жидкостью. Тело Назимовой Комин на санках повёз в сторону городского морга, желая оставить его у входа, но в итоге оставил тело около соседнего гаражного кооператива, испугавшись случайного прохожего.

### Обычная жизнь Комина
Всё это время Комин вёл и вполне обычную жизнь. Он проживал в квартире дома №53 по улице Школьной вместе со своей сожительницей, но при этом ежедневно ходил в свой гараж. Ни сожительнице Комина, ни его соседям не показалось странным, что он постоянно ходит в гараж, в котором давно уже не было никакого автомобиля. Также Комин состоял на бирже труда и регулярно получал пособие по безработице.
Комин занимался и общественной деятельностью. В это время он уже был в зените предпринимательского успеха. Кроме обычной продукции швейной фабрики, невольницы также стали шить ризы для местных священников и даже ткали иконы. Также Комин заставил их выткать огромный герб России, который пытался продать в администрацию Вятских Полян и даже руководству местной милиции, но, на его несчастье, в казне не оказалось денег.

### Последний год работы фабрики
В январе 1997 года Комин неожиданно встретил в городе пропавшую Веру Талпаеву и предложил ей уже новые условия сотрудничества — теперь она должна была искать рынки сбыта продукции швейной фабрики за соответствующее вознаграждение, а также не забывать приводить новых узниц. Через несколько дней Талпаева привела в гараж 22-летнюю Ирину Ганюшкину, которая также не умела шить, но при этом умела рисовать и Комин поручил ей художественное оформление бункера; Комин впоследствии пытался искусственно оплодотворить Ганюшкину (при помощи шприца), чтобы в буквальном смысле начать выращивать для себя новых рабов. Вскоре Комин при помощи тормозной жидкости убил Талпаеву (в отличие от Назимовой, она промучилась несколько часов). Тело Талпаевой компаньоны отвезли к реке Вятке и сбросили в прорубь.

## Арест, следствие и суд
Арест Александра Комина произошёл вследствие его идеи зарегистрировать брак с Ириной Ганюшкиной. Козикова и Мельникова, поняв, что это их шанс на побег, уговорили Ганюшкину согласиться; также Комин угрожал Ганюшкиной убийством её 2-летней дочери, если она попытается сбежать. Ганюшкина согласилась и, когда Комин на несколько минут оставил её в квартире без присмотра, побежала в милицию; произошло это 21 июля 1997 года. Поначалу оперативники не поверили Ганюшкиной, но когда она назвала имена находящихся в бункере, сразу же потребовали указать его местоположение. Александр Комин был арестован около своего гаража. После ареста он попытался направить оперативников вниз по лестнице, которая была под напряжением и также к ней проводами были прикручены два газовых баллона, чтобы вызвать взрыв и последующее уничтожение всех улик, но Ганюшкина заблаговременно сообщила им об этом. Обнаруженных в бункере Козикову и Мельникову госпитализировали.
Комин и арестованный следом за ним Михеев вскоре стали давать показания и признались в совершении четырёх убийств, незаконном лишении свободы ещё трёх человек, использовании рабского труда, незаконном предпринимательстве, изнасиловании и принуждении.
12 июня 1999 года Кировский областной суд приговорил Александра Комина к пожизненному лишению свободы. 16 июня того же года, через 4 дня после вынесения приговора, он покончил с собой в камере, вскрыв себе паховую артерию.
Его сообщник Александр Михеев был приговорён к 20 годам лишения свободы. Он освободился в 2017 году (2 года нахождения под следствием были зачтены в срок) и умер 27 апреля 2022 года.

## В массовой культуре
- Документальный фильм «Рабство. История любви» (1997). В фильме показаны уникальные кадры интервью Комина и пленниц[5]
- Документальный фильм «Кооператив „Узник“» из цикла «Криминальная Россия» (1998)
- Документальный фильм, вышедший на японском телевидении в рамках сериала «Маньяки XX века» (2003)[6]
- Документальный фильм «Голые мертвецы» из цикла «Криминальная Россия. Развязка» (2014)
- Документальный фильм «Бункер. Современная версия» из цикла «Следствие вели» (2015)
- Документальный фильм «Девы подземелья» из цикла «Настоящий детектив» (2025)